# Gmina Selca
Gmina Selca (chorw. Općina Selca) – gmina w Chorwacji, w żupanii splicko-dalmatyńskiej. W 2011 roku liczyła 1804 mieszkańców.

## Miejscowości
Gmina składa się z następujących miejscowości:
- Novo Selo
- Povlja
- Selca
- Sumartin